# Доріан Ґреґорі
Доріан Ґреґорі (англ. Dorian Gregory; нар. 26 січня 1971, Вашингтон, округ Колумбія, США) — американський актор, найбільш відомий яко виконавець ролі Дерріла Морріса в телевізійному серіалі «Усі жінки відьми» (1998—2005) та як четвертий та останній ведучий американського музичного телешоу «Soul Train».

## Біографія
Доріан народився у Вашингтоні, округ Колумбія та виріс у Клівленді, Огайо. Коли йому було 9, його сім'я переїхала до Лос-Анджелесу, Каліфорнія. Доріан розпочав свою акторську кар'єру з епізодичних ролей у таких серіалах як «Рятувальники Малібу», «Беверлі-Гіллз, 90210», «Сестро, сестро» та інших. Він зіграв свою першу значну роль в серіалі «Рятувальники Малібу: Після заходу сонця», де він належав до складу основних дійових осіб у 1996—1997 роках.

## Кар'єра
У 1998 році Доріан Ґреґорі отримав роль поліцейського Дерріла Морріса в успішному телесеріалі «Зачаровані», де він грав до 2005 року. У 2002-му він замінив косметичного хірурга Яна Адамса як відучий одного з денних чоловічих ток-шоу «Друга половина», яке було закрите через рік.

## Особисте життя
Ґреґорі бере активну участь у «Програмі Jeopardy» під егідою поліції Лос-Анжелесу, що опікується важкими підлітками. Захворівши у віці дев'яти років на цукровий діябет першого типу, Ґреґорі збирає кошти для розроблення ліків від діабету, ширить інформацію для підтримки людей, які живуть із цією недугою, і є Національним речником «Фонду досліджень цукрового діабету першого типу». Також він бере участь у «Лос-Анжелівському проєкті з боротьби зі СНІД-ом» і в русі «Матері проти водіння у нетверезому стані».
Разом із сестрою, Мерседес Бей, має музичний гурт, що зветься «MD Says» (ем ді сез), де MD — це скорочення від імен Мерседес та Доріана.
Доріан також має літературні здібності. Деб'ютувавши як поет (під псевдонімами "Ешлі Мур" та "Deep Deep Purple"), почав писати пісенні тексти. Згодом потяг до написання втілився в п'єсах та кіносценаріях (включно з п'єсою «Співмешканці доскону»).

## Фільмографія
| Рік       |   | Українська назва                     | Оригінальна назва                            | Роль                         |
| --------- | - | ------------------------------------ | -------------------------------------------- | ---------------------------- |
| 1991      | с | Вона написала вбивство               | Murder she wrote                             | Офіцер Кібруф                |
| 1991      | с | Рятувальники Малібу                  | Baywatch                                     | чоловік у залі               |
| 1991      | ф | Стій, або моя мама стрілятиме        | Stop! Or My Mom Will Shoot                   | водій для "Мура" до летовища |
| 1992      | ф | Люба, я збільшив дитину              | Darling I blew the baby                      | офіцер                       |
| 1993—1997 | с | Лоіс і Кларк: Нові пригоди Супермена | Lois & Clark: The New Adventures Of Superman | Командир Свот                |
| 1995      | ф | Босий керівник                       | Barefoot Head                                | Доктор                       |
| 1995      | ф | Сестро, сестро                       | Sister, Sister                               | кур'єр                       |
| 1995      | ф | Гоуп та Ґлорія                       | Hope and Gloria                              | голландець                   |
| 1995      | с | Беверлі-Гіллз, 90210                 | Beverly Hills, 90210                         | Ґард                         |
| 1995      | ф | Брати Уейанс                         | Wayans Brothers                              | Доктор Пітерс                |
| 1996—2000 | с | Поліціянти на велосипедах            | Bicycle Police                               | Роберт Гуест                 |
| 1996—1997 | с | Рятівники Малібу: Після заходу сонця | Baywatch Nights                              |                              |
| 1996—2001 | с | Третя планета від сонця              | Third Rock from the sun                      | Байрон                       |
| 1997      | ф | Апокаліпса                           | Apocalypses                                  | Лейтенант                    |
| 1997      | ф | Напиши роман                         |                                              | Нижник на вечірці            |
| 1998      | ф | Видобуток                            | Prowl                                        | Карл Хутер                   |
| 1998—2005 | с | Усі жінки — відьми                   | Charmed                                      | Дерріл Морріс                |
| 2000—2008 | с | Подруги                              | Girlfriend                                   | Роберт                       |
| 2003      | ф | Позбав нас від Єви                   |                                              |                              |
| 2003—2008 | с | Лас Вегас                            | Las Vegas                                    | Аґент Міллер                 |
| 2006      | ф | Гра на двоє                          |                                              | Деррил                       |
| 2013—2020 | с | Агенти Щ.И.Т.                        | Agent's of Shields                           | Аґент-командувач             |